# 秋花
秋花（しゅうか）は、大日本帝国海軍によって計画された練習機。略符号は「MXY9」。

## 概要
秋草（MXY8）練習滑空機に、小型のモータージェットエンジン「ツ11」を装備した機体である。開発は海軍航空技術廠（空技廠）によって行われ、秋水（J8M）ロケット局地戦闘機のパイロット養成に使用される予定だったが、日本の敗戦により計画は中止され、生産されずに終わった。
なお、これとは別に、秋草に日立「ハ11-11」空冷倒立直列4気筒レシプロエンジンを搭載して動力機化する計画もあり、こちらも試製「秋花」とされる。これも実現には至っていない。

## 仕様（計画値）
- 乗員：1名
- 全長：6.05 m
- 全幅：9.50 m
- 全高：2.70 m
- 翼面積：17.7 m2
- エンジン：ツ11 モータージェット × 1
- 推力：396 lbf（1.7 kN）